# Landtagswahlkreis Ennepe-Ruhr-Kreis I
Der Landtagswahlkreis Ennepe-Ruhr-Kreis I ist ein Landtagswahlkreis in Nordrhein-Westfalen. Er umfasst seit der Landtagswahl 2005 die Gemeinden Hattingen, Schwelm, Sprockhövel und Wetter im Ennepe-Ruhr-Kreis.
Vor der Landtagswahl 2005 umfasste der Wahlkreis noch die Gemeinden Breckerfeld, Ennepetal, Gevelsberg und Schwelm, diese (außer Schwelm) gehören heute zum Wahlkreis Hagen II – Ennepe-Ruhr-Kreis III.

## 2022
Wahlberechtigt waren 103.907 Einwohner, von denen sich 58,6 % an der Landtagswahl beteiligten.
| Direktkandidat    | Partei | Erststimmen in % | Zweitstimmen in % |
| ----------------- | ------ | ---------------- | ----------------- |
| Kirsten Stich     | SPD    | 34,0             | 31,8              |
| Christian Brandt  | CDU    | 30,4             | 31,0              |
| Alexander Karsten | GRÜNE  | 18,1             | 17,7              |
| Jenny Westermann  | FDP    | 5,9              | 6,0               |
| André Paffrath    | AfD    | 5,5              | 5,5               |
| Paulne Halbe      | LINKE  | 2,0              | 1,8               |
| –                 | Übrige | 4,1              | 6,2               |

## 2017
Wahlberechtigt waren 106.861 Einwohner, von denen sich 67,7 % an der Landtagswahl beteiligten.
| Direktkandidat         | Partei  | Erststimmen in % | Zweitstimmen in % |
| ---------------------- | ------- | ---------------- | ----------------- |
| Rainer Georg Bovermann | SPD     | 39,6             | 35,1              |
| Markus Pauli           | CDU     | 31,7             | 28,9              |
| Thomas Schmitz         | GRÜNE   | 6,1              | 6,0               |
| Bodo Middeldorf        | FDP     | 9,8              | 12,9              |
| Jörg Müller            | Piraten | 2,0              | 1,1               |
| Helmut Johannes Kanand | LINKE   | 5,0              | 4,9               |
| Michael Funk           | AfD     | 5,8              | 7,5               |
| –                      | Übrige  | –                | 3,7               |

Neben dem Wahlkreisabgeordneten Rainer Georg Bovermann von der SPD, der das Mandat seit 2005 innehat, wurde der FDP-Kandidat Bodo Middeldorf über den Listenplatz 26 seiner Partei in den Landtag gewählt.

## 2012
Wahlberechtigt waren 108.239 Einwohner.
| Direktkandidat         | Partei  | Erststimmen in % | Zweitstimmen in % |
| ---------------------- | ------- | ---------------- | ----------------- |
| Rainer Georg Bovermann | SPD     | 49,8             | 44,5              |
| Regina van Dinther     | CDU     | 24,1             | 20,6              |
| Paul Frederik Lang     | GRÜNE   | 9,7              | 12,1              |
| Martin von Böhlen      | Piraten | 8,2              | 7,8               |
| Ronald Mayer           | FDP     | 5,8              | 8,2               |
| Helmut Johannes Kanand | LINKE   | 2,4              | 2,4               |

## 2010
Wahlberechtigt waren 108.755 Einwohner.
| Direktkandidat         | Partei         | Erststimmen in % | Zweitstimmen in % |
| ---------------------- | -------------- | ---------------- | ----------------- |
| Rainer Georg Bovermann | SPD            | 46,7             | 40,8              |
| Regina van Dinther     | CDU            | 30,5             | 28,8              |
| Thomas Schmitz         | GRÜNE          | 11,2             | 12,5              |
| Marc Bartrina y Manns  | FDP            | 4,8              | 6,0               |
| Funda Öztürk           | LINKE          | 4,7              | 5,3               |
| Thorsten Crämer        | NPD            | 1,8              | 1,1               |
| Martin Schnurrenberger | Einzelbewerber | 0,3              | -                 |

## 2005
Wahlberechtigt waren 110.067 Einwohner.
| Direktkandidat           | Partei               | Stimmen in % |
| ------------------------ | -------------------- | ------------ |
| Rainer Bovermann         | SPD                  | 43,2         |
| Regina van Dinther       | CDU                  | 37,7         |
| Bodo Middeldorf          | FDP                  | 6,4          |
| Brigitte Altenhein       | GRÜNE                | 6,1          |
| Hartmut Hattig           | REP                  | 1,1          |
| Karlheinz Berger-Frerich | PDS                  | 1,0          |
| Petra Baum               | Die Tierschutzpartei | 1,2          |
| Meta Dreß                | ödp                  | 0,1          |
| Dirk Ufer                | UAP                  | 0,2          |
| Marianne Sblewski        | GRAUE                | 0,7          |
| Hans-Jürgen Münnig       | WASG                 | 2,9          |